# Фернандес, Роуэн
Ро́уэн Ферна́ндес (англ. Rowen Fernández; 28 февраля 1978, Спрингс, Гаутенг, ЮАР) — южноафриканский футболист, вратарь. Выступал в сборной ЮАР.

## Карьера
Начинал карьеру в клубе «Бидвест Витс». После хорошего сезона Фернандес и его одноклубник Шентон Фредерикс были приглашены в «Кайзер Чифс». В течение шести сезонов за «чифс» Фернандес забил два гола. В январе 2007 года Роуэн перешёл в «Арминию» на правах свободного агента.
Фернандес получил прозвище «паук» за любовь к паукам и змеям, которые живут у него дома. В апреле 2003 он был укушен одним из своих пауков